# 西予維新の会
西予維新の会（せいよいしんのかい）は、愛媛県西予市で活動していた日本の政治団体（地域政党）。

## 概要
愛媛県西予市の西予市議会議員7名が結成した。7人の議員は西予市議会の院内会派「清風会」に所属しており、清風会が西予維新の会の実質的な母体である。会長は元親孝志。元親は市議会議長を務めている。
政治団体結成を届けると同時に愛媛維新の会・松山維新の会と地方分権・行財政改革などの政策に関して基本政策協定を締結した。愛媛県知事中村時広、西予市長三好幹二の政策に賛同している。また大阪維新の会とも連携を目指していた。

## 沿革
- 2012年 -  政治団体「西予維新の会」を設立。愛媛維新の会･松山維新の会と基本政策協定を締結。
- 2016年4月 -  西予市議会議員選挙が行われたが、西予維新としての公認候補は擁立せず、会派も消滅した。
- 2021年3月18日 - 正式に解散した[4]。

## 所属していた議員
- 元親孝志（会長）
- 浅野忠昭
- 明智祥勝
- 小野正昭
- 松山清
- 松島義幸
- 梅川光俊